# Edith Grobleben
Edith Grobleben (* 1939; † 26. Dezember 2000 in Hamburg) war eine deutsche Fernsehansagerin und Moderatorin.

## Leben
Edith Grobleben war zunächst für den Norddeutschen Rundfunk tätig, ehe sie in den 1960er-Jahren zum Sender Freies Berlin wechselte, wo sie Chef-Fernsehansagerin wurde. Am 25. August 1967 moderierte Grobleben die gemeinsame Sendung von ARD und ZDF zur Einführung des Farbfernsehens von der Funkausstellung in West-Berlin. Sie moderierte außerdem die Sendung Ein Lied für Luxemburg, die deutsche Vorentscheidung zum Eurovision Song Contest 1973, sowie die Vorentscheidungen für die Deutschen Schlager-Festspiele 1965 und 1966.